# Corey Stoll
Corey Stoll, född 1976, är en amerikansk skådespelare. Han är verksam inom teatern, i tv och på filmduken.

## Filmografi (i urval)
- 2013 – House of Cards (TV-serie)
- 2014 – Non-Stop
- 2015 – The Strain (TV-serie)
- 2015 – Ant-Man
- 2018 – Driven
- 2018 – First Man
- 2021 – West Side Story
- 2025 – The Better Sister (TV-serie)